# Західний дивізіон НХЛ
За́хідний дивізіо́н Національної хокейної лиги було засновано у 1967 році, коли НХЛ складалася з одного дивізіону. Проіснував до 1974 року, коли внаслідок перерозташування ліги її було розділено на дві конференції по два дивізіони у кожній.
У 1967 році НХЛ збільшила число команд у двічі: замість 6 їх стало 12. Велику Шістку, яка грала до 1967 року, було згруповано до Східного дивізіону. Команди, які ввійшли до НХЛ, було згруповано у Західний дивізіон. Так зробили для того, щоб команди рівні за силою були в одному дивізіоні, не зважаючи на географічне місцеположення. Такий дисбаланс сил призвів до того, що команди Східної конференції виграли Кубок Стенлі у 5 з 6 розіграшів. Також у сезоні 1969—70 Монреаль Канадієнс мали 92 пункти, що було значно більше ніж у переможці Західного дивізіону, але вони не потрапили до розіграшу плей-оф — єдиний раз за 1948—95 роки.
Коли у 1970 році НХЛ знову розширилася, то дві нові команди Баффало Сейбрс та Ванкувер Канакс, було додано до Східного дивізіону. Щоб створити сбалансовані дивізіони, Чикаго Блек-Гокс відправили до Західного дивізіону. У 1972 році було ще одне розширення НХЛ і кожний дивізіон отримав по одній команді. До Західної конференції потрапили Атланта Флеймс.
У 1974 році ще дві команди стали членами НХЛ і ліга зазнала реорганізації. Східний і Західний дивізіони було перейменовано на Конференцію Принца Уельського та Конференцію Кларенса Кемпбела відповідно. Кожна складалася з дев'яти команд у двох дивізіонах: Норрис та Адамс у Конференції Уельс, та Патрик і Смайт у Конференції Кемпбел. Оскільки Конференції було сформовано не за географічним принципом, то назви дивізіони і конференції отримали на честь видатних людей НХЛ.

## Склад дивізіону
- Філадельфія Флайєрс (1967–74)
- Лос-Анджелес Кінгс (1967–74)
- Сент-Луїс Блюз (1967–74)
- Міннесота Норз-Старс (1967–74)
- Піттсбург Пінгвінс (1967–74)
- Каліфорнія Сілс (1967), Окленд Сілс (1967–70), Каліфорнія Ґолден-Сілс (1970–74)
- Чикаго Блек-Гокс (1970–74)
- Атланта Флеймс (1972–74)

## Положення команд, 1968–74
Скорочення: ІЗ = Ігор зіграно, В = Виграно, П = Поразки, Н = Нічиї, О = Очок Набрано, ШЗ = Шайб закинуто, ШП = Шайб пропущено, ШХ = Штрафні хвилини

Зауваження: Команди, які пройшли до плей-оф виділино напівжирним

### 1967–68
| 1967–68              | ІЗ | В  | П  | Н  | О  | ШЗ  | ШП  | ШХ  |
| -------------------- | -- | -- | -- | -- | -- | --- | --- | --- |
| Філадельфія Флайєрс  | 74 | 31 | 32 | 11 | 73 | 173 | 179 | 987 |
| Лос-Анджелес Кінгс   | 74 | 31 | 33 | 10 | 72 | 200 | 224 | 810 |
| Сент-Луїс Блюз       | 74 | 27 | 31 | 16 | 70 | 177 | 191 | 792 |
| Міннесота Норз-Старс | 74 | 27 | 32 | 15 | 69 | 191 | 226 | 738 |
| Піттсбург Пінгвінс   | 74 | 27 | 34 | 13 | 67 | 195 | 216 | 554 |
| Окленд Сілс          | 74 | 15 | 42 | 17 | 47 | 153 | 219 | 787 |

### 1968–69
| 1968–69              | ІЗ | В  | П  | Н  | О  | ШЗ  | ШП  | ШХ  |
| -------------------- | -- | -- | -- | -- | -- | --- | --- | --- |
| Сент-Луїс Блюз       | 76 | 37 | 25 | 14 | 88 | 204 | 157 | 838 |
| Окленд Сілс          | 76 | 29 | 36 | 11 | 69 | 219 | 251 | 811 |
| Філадельфія Флайєрс  | 76 | 20 | 35 | 21 | 61 | 174 | 225 | 964 |
| Лос-Анджелес Кінгс   | 76 | 24 | 42 | 10 | 58 | 185 | 260 | 698 |
| Піттсбург Пінгвінс   | 76 | 20 | 45 | 11 | 51 | 189 | 252 | 677 |
| Міннесота Норз-Старс | 76 | 18 | 43 | 15 | 51 | 189 | 270 | 862 |

### 1969–70
| 1969–70              | ІЗ | В  | П  | Н  | О  | ШЗ  | ШП  | ШХ   |
| -------------------- | -- | -- | -- | -- | -- | --- | --- | ---- |
| Сент-Луїс Блюз       | 76 | 37 | 27 | 12 | 86 | 224 | 179 | 876  |
| Піттсбург Пінгвінс   | 76 | 26 | 38 | 12 | 64 | 182 | 238 | 1038 |
| Міннесота Норз-Старс | 76 | 19 | 35 | 22 | 60 | 224 | 257 | 1008 |
| Окленд Сілс          | 76 | 22 | 40 | 14 | 58 | 169 | 243 | 845  |
| Філадельфія Флайєрс  | 76 | 17 | 35 | 24 | 58 | 197 | 225 | 1123 |
| Лос-Анджелес Кінгс   | 76 | 14 | 52 | 10 | 38 | 168 | 290 | 969  |

### 1970–71
| 1970–71                | ІЗ | В  | П  | Н  | О   | ШЗ  | ШП  | ШХ   |
| ---------------------- | -- | -- | -- | -- | --- | --- | --- | ---- |
| Чикаго Блек-Гокс       | 78 | 49 | 20 | 9  | 107 | 277 | 184 | 1280 |
| Сент-Луїс Блюз         | 78 | 34 | 25 | 19 | 87  | 223 | 208 | 1092 |
| Філадельфія Флайєрс    | 78 | 28 | 33 | 17 | 73  | 207 | 225 | 1060 |
| Міннесота Норз-Старс   | 78 | 28 | 34 | 16 | 72  | 191 | 223 | 898  |
| Лос-Анджелес Кінгс     | 78 | 25 | 40 | 13 | 63  | 239 | 303 | 775  |
| Піттсбург Пінгвінс     | 78 | 21 | 37 | 20 | 62  | 221 | 240 | 1079 |
| Каліфорнія Ґолден-Сілс | 78 | 20 | 53 | 5  | 45  | 199 | 320 | 937  |

### 1971–72
| 1971–72                | ІЗ | В  | П  | Н  | О   | ШЗ  | ШП  | ШХ   |
| ---------------------- | -- | -- | -- | -- | --- | --- | --- | ---- |
| Чикаго Блек-Гокс       | 78 | 46 | 17 | 15 | 107 | 256 | 166 | 844  |
| Міннесота Норз-Старс   | 78 | 37 | 29 | 12 | 86  | 212 | 191 | 853  |
| Сент-Луїс Блюз         | 78 | 28 | 39 | 11 | 67  | 208 | 247 | 1150 |
| Піттсбург Пінгвінс     | 78 | 26 | 38 | 14 | 66  | 220 | 258 | 978  |
| Філадельфія Флайєрс    | 78 | 26 | 38 | 14 | 66  | 200 | 236 | 1233 |
| Каліфорнія Ґолден-Сілс | 78 | 21 | 39 | 18 | 60  | 216 | 288 | 1007 |
| Лос-Анджелес Кінгс     | 78 | 20 | 49 | 9  | 49  | 206 | 305 | 719  |

### 1972–73
| 1972–73                | ІЗ | В  | П  | Н  | О  | ШЗ  | ШП  | ШХ   |
| ---------------------- | -- | -- | -- | -- | -- | --- | --- | ---- |
| Чикаго Блек-Гокс       | 78 | 42 | 27 | 9  | 93 | 284 | 225 | 864  |
| Філадельфія Флайєрс    | 78 | 37 | 30 | 11 | 85 | 296 | 256 | 1756 |
| Міннесота Норз-Старс   | 78 | 37 | 30 | 11 | 85 | 254 | 230 | 881  |
| Сент-Луїс Блюз         | 78 | 32 | 34 | 12 | 76 | 233 | 251 | 1195 |
| Піттсбург Пінгвінс     | 78 | 32 | 37 | 9  | 73 | 257 | 265 | 866  |
| Лос-Анджелес Кінгс     | 78 | 31 | 36 | 11 | 73 | 232 | 245 | 888  |
| Атланта Флеймс         | 78 | 25 | 38 | 15 | 65 | 191 | 239 | 852  |
| Каліфорнія Ґолден-Сілс | 78 | 16 | 46 | 16 | 48 | 213 | 323 | 840  |

### 1973–74
| 1973–74                | ІЗ | В  | П  | Н  | О   | ШЗ  | ШП  | ШХ   |
| ---------------------- | -- | -- | -- | -- | --- | --- | --- | ---- |
| Філадельфія Флайєрс    | 78 | 50 | 16 | 12 | 112 | 273 | 164 | 1750 |
| Чикаго Блек-Гокс       | 78 | 41 | 14 | 23 | 105 | 272 | 164 | 877  |
| Лос-Анджелес Кінгс     | 78 | 33 | 33 | 12 | 78  | 233 | 231 | 1055 |
| Атланта Флеймс         | 78 | 30 | 34 | 14 | 74  | 214 | 238 | 841  |
| Піттсбург Пінгвінс     | 78 | 28 | 41 | 9  | 65  | 242 | 273 | 950  |
| Сент-Луїс Блюз         | 78 | 26 | 40 | 12 | 64  | 206 | 248 | 1147 |
| Міннесота Норз-Старс   | 78 | 23 | 38 | 17 | 63  | 235 | 275 | 821  |
| Каліфорнія Ґолден-Сілс | 78 | 13 | 55 | 10 | 36  | 195 | 342 | 651  |

## Переможці Західного дивізіону
Для списку переможців дивізіону дивіться Приз Кларенса С. Кемпбела.

### Переможці Кубку Стенлі
Оскільки Східний дивізіон складався з команд Оригінальної шістки, то ці команди мали значну перевагу у розіграші Кубку Стенлі перед клубами Західного дивізіону протягом 1967—74 років.
- 1973–74 — Філадельфія Флайєрс